# The Birthday Party (hudební skupina)
The Birthday Party byla australská post-punková skupina, která vznikla v roce 1978 jako The Boys Next Door. Původní sestavu tvořili Nick Cave (zpěv), Mick Harvey (kytara) a Phill Calvert (bicí). V roce 1975 se k ní přidal baskytarista Tracy Pew a v roce 1978 druhý kytarista Rowland S. Howard. První album nazvané Door, Door vyšlo v roce 1979, v následujícím roce pak The Birthday Party a v roce 1981 první album pod názvem The Birthday Party nazvané Prayers on Fire. Skupina se rozpadla v roce 1983 a Cave s Harveyem založili skupinu Nick Cave and the Bad Seeds.